# سرطانة مشيمائية
السرطانة المشيمائية (بالإنجليزية: Choriocarcinoma)‏ هي ورم خبيث أرومي غاذي ينشأ عادةً في المشيمة. يعد نوعًا من أورام الخلايا الجرثومية، وقد ينشأ في المبيض أو الخصية.
يتميز هذا الورم بانتقاله المبكر إلى الرئتين. ينتمي إلى النهاية الأكثر خباثة من طيف أمراض الأرومة الغاذية. ويصنف أيضًا ضمن أورام الخلايا الجنسية.

## الأعراض والعلامات
- ارتفاع مستوى هرمون الحمل.
- نزيف المهبل
- ضيق النفس
- نفث الدم
- ألم صدر
- في الذكور يصيب الخصية ويكون مصحوبًا بفرط تصبغ الجلد وفقدان الوزن وتثدي الرجل؛ نظرًا لارتفاع مستوى هرمون الحمل.
- قد يكون مصحوبًا بانخفاض مستوى الهرمون منبه الدرقية؛ لارتفاع مستوى هرمون الثيروكسين.

صورة مجهرية عالية الدقة
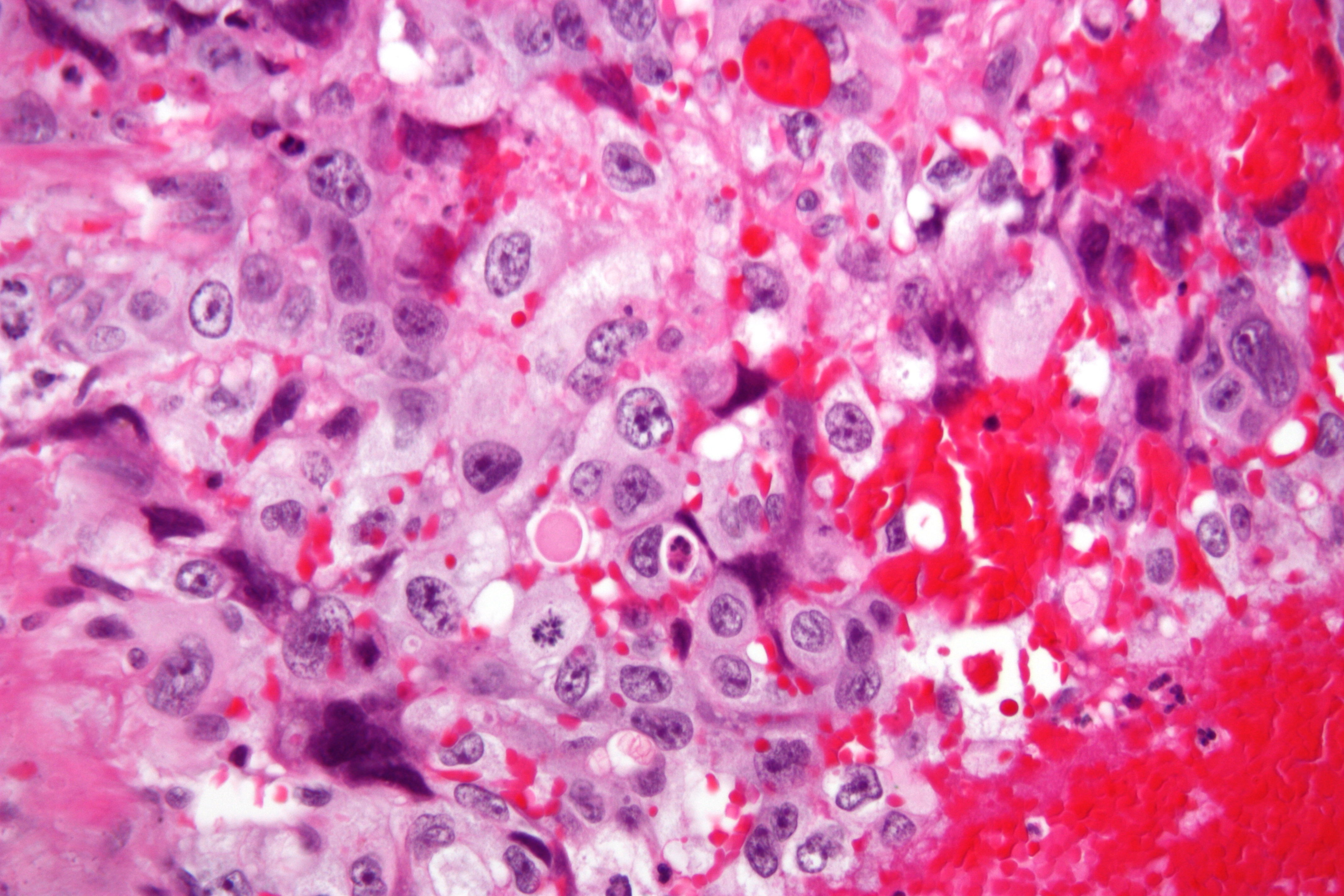
صورة مجهرية فائقة الدقة

## الباثولوجيا
الميزة البارزة للتعرف على هذا الورم وجود نوعين من الخلايا متقاربين للغاية هما الأرومات الغاذية الخلوية والأرومات الغاذية المخلوية دون تشكل زغابات مشيمية واضحة. بسبب احتواء السرطانة المشيمائية على أرومات غاذية مخلوية (خلايا مفرزة لهرمون موجهة الغدد التناسلية المشيمائية بيتا)، يمكن أن يرتفع هذا الهرمون الحملي في هذه الأورام.
الأرومات الغاذية المخلوية خلايا متعددة النوى كبيرة الحجم يوزينية الهيولى. تحيط عادة بالأرومات الغاذية الخلوية في هيئة مشابهة للعلاقة التشريحية بين هذين النوعين من الخلايا في الزغابات المشيمائية، الخلايا الغاذية أحادية النوى متعددة السطوح نواها مفرطة الانصباغ وهيولاها شاحبة أو صافية. من الشائع إيجاد نزف واسع في هذه الأورام.

## الأسباب
السرطانة المشيمائية في المشيمة تكون مسبوقة بـ:
- حمل عنقودي (50%)
- إجهاض تلقائي (20%)
- حمل منتبذ (2%)
- حمل طبيعي (20-30%)
- قيء مفرط حملي

من النادر أن تُصاب الخصية بالسرطانة المشيمائية النقية، لكنها تمثل أخطر أنواع سرطانات الخلايا الجنسية في البالغين؛ لسرعة انتشاره عن طريق الدم والليمف ومقاومته للعقارات المضادة للسرطان، وبالتالي فهو ذو توقع سير سيء. بينما لا يشكل مآل السرطان المشيمائي المختلط في الخصية أهمية تُذكر.
قد تصيب السرطانة المشيمائية المبيضَ أيضًا.

## العلاج
السرطانة المشيمائية حساسة جدًّا للعلاج الكيميائي، وتصل نسب الشفاء إلى 90–95% حتى وإن انتشر إلى أجزاء أخرى من الجسم (انبثاث).
في الحالات منخفضة الخطورة يعالج المريض بعقار واحد وهو ميثوتركسيت. أما الحالات متوسطة وعالية الخطورة فتعالج بمجموعة من العقارات (ميثوتركسيت، سيكلوفوسفاميد، فينكريستين، إيتوبوسايد وأكتينوميسين دي).
قد يتم استئصال الرحم في النساء الأكبر من 40 عامًا، أو اللواتي لا يرغبن في الحمل، وفي حالات العدوى والنزيف الذي لا يمكن السيطرة عليه.
السرطانة المشيمائية نادرًا ما تصيب الخصية، لكنها خبيثة ومقاومة للعلاج الكيماوي، وهي أسوأ أنواع السرطانة المشيمائية.

المرحلة 1 من السرطانة المشيمائية
المرحلة 2 من السرطانة المشيمائية
المرحلة 3 من السرطانة المشيمائية
المرحلة 4 من السرطانة المشيمائية

## روابط خارجية
السرطانة المشيمائية على موقع مدسكيب